# Arhidiacon
Arhidiacon este un rang onorific bisericesc care se conferă diaconilor din rândul clerului de mir cu o activitate îndelungată și deosebită de către episcopul eparhiot. Diaconii care au un asemenea rang poartă ca semn distinctiv o cruce pectorală.
În Biserica Ortodoxă Română, conform articolului 145, alineatul 4 din Statutul BOR, "pentru activitate îndelungată și deosebită, diaconilor din rândul clerului de mir li se poate acorda de către Chiriarh rangul de arhidiacon, cu dreptul de a purta cruce pectorală." 